# Be Ambitious,Guys!
「Be Ambitious,Guys!」（ビー アンビシャス ガイズ）は、橋本みゆきの4枚目のシングル。2005年（平成17年）9月7日にLantisから発売された。通称は、地鶏の長男（後述）。

## 概要
前作「innocence」から中1週の2か月連続リリースとなる2005年3作目のシングル。表題曲「Be Ambitious,Guys!」はPCゲーム『Tick! Tack!』のオープニングテーマ、カップリングの「Pieces」は同ゲームの挿入歌として使用された。
「Be Ambitious,Guys!」が『地鶏の長男』と呼ばれている理由について、この曲の一部歌詞が「地鶏の長男」と空耳で聞こえるようになっているからである。このことについて、橋本自身もビジュアルファンブックやねぶらなどで、そう聞こえると苦笑しながら答えている。
なお『SHUFFLE! Essence+』内にて、「ラジオネーム『地鶏の長男』さんからリクエストをいただきました素敵な空耳ソング、『Be ambitious, guys!』をバックにお送りしました」というリシアンサスのセリフが存在する。

## 収録曲
（全作詞：AlAi、作曲：アッチョリケ、編曲：鈴木マサキ）
1. Be Ambitious,Guys!
2. Pieces
3. Be Ambitious,Guys! (off vocal)
4. Pieces (off vocal)

## タイアップ
| 曲名               | タイアップ                                |
| ------------------ | ----------------------------------------- |
| Be Ambitious,Guys! | PCゲーム『Tick! Tack!』オープニングテーマ |
| Pieces             | パソコンゲーム『Tick! Tack!』挿入歌       |

## 収録アルバム
| 曲名               | 収録アルバム                           | 備考                                                    |
| ------------------ | -------------------------------------- | ------------------------------------------------------- |
| Be Ambitious,Guys! | Lovey-dovey                            | 1作目のベストアルバム。                                 |
| Be Ambitious,Guys! | Tick! Tack! デラックスサウンドトラック | 『Tick! Tack!』のサウンドトラック。ハーフサイズで収録。 |
| Pieces             | Double Flower                          | 4作目のベストアルバム。                                 |
| Pieces             | Tick! Tack! デラックスサウンドトラック | 『Tick! Tack!』のサウンドトラック。ハーフサイズで収録。 |